# Vassilios Tsiartas
Vassilios Tsiartas (Grieks: Βασίλης Τσιάρτας) (Alexandreia, 12 november 1972) is een gewezen Grieks voetballer.
Als speler stond hij bekend als soms wat lusteloos, maar er werd niet aan zijn mogelijkheden getwijfeld aangezien hij in veel opzichten het ideale voorbeeld was van wat een aanvallende middenvelder kon zijn. Tsiartas was voornamelijk linksvoetig maar was net zo gevaarlijk met zijn rechtervoet. Hij was een fenomenale vrijtrapspecialist, en trapte ook alle strafschoppen voor het Grieks voetbalelftal en de clubs waar hij speelde. Hij maakte ook deel uit van het Grieks voetbalelftal dat Euro 2004 won. In zijn loopbaan heeft Tsiartas nooit een rode kaart gekregen.
Onder leiding van de Nederlandse trainer-coach Huub Stevens won hij in het seizoen 2004-2005 de titel met 1. FC Köln in de 2. Bundesliga, waardoor de club terugkeerde in de hoogste afdeling van het Duitse voetbal, de Bundesliga.
| seizoen | club             | land        | competitie    | wed. | goals |
| ------- | ---------------- | ----------- | ------------- | ---- | ----- |
| 1988/89 | Naoussa          | Griekenland |               | 0    | 0     |
|         |                  |             |               |      |       |
| 2003/04 | AEK Athene       | Griekenland | Alpha Ethniki | 26   | 2     |
| 2004/05 | 1. FC Köln       | Duitsland   | 2. Bundesliga | 4    | 1     |
| 2006/07 | Ethnikos Piraeus | Griekenland | Beta Ethniki  | 3    | 1     |
|         | totaal:          | totaal:     | totaal:       | 33   | 4     |

1 Nikopolidis · 
2 Seitaridis ·
3 Venetidis ·
4 Dabizas ·
5 Dellas ·
6 Basinas ·
7 Zagorakis  ·
8 Giannakopoulos ·
9 Charisteas ·
10 Tsiartas ·
11 Nikolaidis ·
12 Chalkias ·
13 Katergiannakis ·
14 Fyssas ·
15 Vryzas ·
16 Kafes ·
17 Georgiadis ·
18 Goumas ·
19 Kapsis ·
20 Karagounis ·
21 Katsouranis ·
22 Papadopoulos ·
23 Lakis ·
Coach: Rehhagel